# Пупинов калем
Пупинови калемови представљају једно од најзначајнијих проналазака Михајла Пупина, великог поборника наизменичне струје. Овим проналаском је још 1900. године Пупин успео да реши проблем жичног телеграфског и телефонског преноса на велике даљине. Такав процес преношења назива се пупинизација, а своди се на то да се код телефонских линија на одређеној удаљености постављају Пупинови калемови.

## Технички принцип
Отпорност нискофреквентних водова, као што су они у телефонским мрежама, може се смањити повећањем индуктивности. Пупинови калемови врше ову компензацију, која се пројектује тако да унета индуктивност одговара акумулираној капацитивности вода (XL = XC). Калемови се постављају на сваких 1000-1700 m вода, са индуктивношћу од 80/50 mH. 
Са становишта информатичке теорије, пупинизација омогућава пренос сигнала без изобличења, т. ј. испуњава Хевисајдов услов. 
Овај принцип се углавном користи само код упарених далековода, али у САД се примењује и у локалним мрежама јер побољшава фреквентне особине мреже. Пупинови калемови се још користе у мобилним радио антенама (као противтежа капацитивности антене) и у високонапонским далеководима.